# Maliq
Maliq est une municipalité d'Albanie, appartenant à la préfecture de Korçë. Sa population était de 4 290 habitants en 2011, mais à la suite d'une réforme administrative en 2015 et de l'absorption de cinq autres communes, elle est d'environ 42 000 habitants en 2019.